# Безбоязненный (эсминец, 1989)
«Безбоязненный» — 13-й эскадренный миноносец проекта 956 «Сарыч» (код НАТО — «Sovremenny class destroyer»).

## История строительства
Заложен на заводе № 190 им. А. А. Жданова 8 января 1987 года (строительный № 873), спущен 18 февраля 1989 года. Крёстная мать корабля — Людмила Частушкина. Корабль прошёл заводские ходовые испытания с 16 сентября по 20 октября 1990 года, принят флотом 28 ноября, 23 декабря на корабле был поднят флаг ВМФ СССР, 29 декабря эсминец вступил в состав Советского Военно-Морского Флота. На период строительства был включён в состав 13-й бригады строящихся и ремонтирующихся кораблей (13 брстремк) Ленинградской военно-морской базы, на период испытаний включён в состав 76-й бригады ракетных кораблей 12-й дивизии ракетных кораблей с базированием на военно-морскую базу Лиепая, куда «Безбоязненный» перешёл в период с 16 по 27 января 1991 года.

## Служба
С 25 января 1991 года «Безбоязненный» был зачислен в состав 36-й дивизии ракетных кораблей 10-й оперативной эскадры Тихоокеанского флота. С 10 по 15 июня 1991 года «Безбоязненный» совместно с сторожевым кораблём «Бдительный» нанёс под флагом адмирала В. Иванова визит в Антверпен. Во время швартовки в Антверпенском порту по вине лоцмана корабль совершил навал на причал, получив при этом повреждения кормы. Во время этого инцидента с «Безбоязненного» вместе с корабельной кассой (160 000 франков) сбежал мичман Гранько. 19 июня 1991 года эсминец прибыл в Балтийск.
В период с 25 ноября 1991 года по 7 января 1992 года корабль осуществил межфлотский переход из Балтийска во Владивосток, без заходов в иностранные порты. Во время перехода в Красном море при неизвестных обстоятельствах пропал один из матросов. Арестованный по подозрению в причастности другой матрос, помещенный и закрытый в боевом посту, был обнаружен в этом посту за 3 дня до прибытия во Владивосток мертвым. С 18 по 22 апреля 1993 года «Безбоязненный» совместно с эсминцем «Быстрый» участвовал в поисковой противолодочной операции в Японском море, во время которой было зафиксировано 6 контактов с иностранными ПЛ. С 18 августа по 16 сентября 1994 года участвовал в учениях Тихоокеанского флота, в составе объединения кораблей поразил воздушную мишень. 6 октября 1994 года на корабле во время подготовки к походу произошла авария, в результате которой обварило паром четырёх матросов.
9 мая 1995 года во время парада в честь 50-й годовщины победы над фашистской Германией в бухте Золотого Рога, в матросском кубрике БЧ-2 был насмерть забит старшими по призыву матрос Ромин, уроженец Камчатки (командир корабля В. П. Масько за этот инцидент был снят с должности). В августе эсминец участвовал в параде в честь 50-летия окончания войны в бухте Золотой Рог. 20 октября «Безбоязненный» получил приз Главнокомандующего ВМФ за выполнение ракетной стрельбы в составе КУГ с эсминцем «Боевой». По итогам 1997 года эскадренный миноносец был признан лучшим на Тихоокеанском флоте по огневой подготовке. В 1999 году «Безбоязненный» вывели в резерв для проведения ремонта, где он и находится по 2018 год. Отправлен на утилизацию в октябре 2020 года.

## Командиры
- С 9 октября 1989 года — капитан 2-го ранга Стражков Владимир Яковлевич[1];
- С 13 октября 1993 года — капитан 2-го ранга Масько Владимир Павлович[1];
- С 15 июня 1995 года — капитан 2-го ранга Самулыжко Сергей Алексеевич[1];
- С 9 сентября 1997 года — капитан 3-го ранга Полозов Дмитрий Владимирович[1].
- С 21 июня 2002 года — капитан 2-го ранга Липилин Сергей Владимирович.
- С 21 июня 2003 года — капитан 2-го ранга Кузьминец Александр Георгиевич.
- С 28 января 2004 года — капитан 2-го ранга Машек Роман Андреевич.
- С 12 октября 2007 года — капитан 2-го ранга Анциферов Денис Витальевич.
- С 21 июня 2009 года — капитан 2-го ранга Ступаков Станислав Олегович.
- С 19 октября 2011 года — капитан 1-го ранга Шмурин Евгений Николаевич

## Бортовые номера
В ходе службы эсминец сменил ряд следующих бортовых номеров:
- 1990 год — № 672;
- 1991 год — № 711;
- 1993 год — № 754.